# Joel Baden
Joel Baden, född 1 februari 1996, är en australisk friidrottare. Han deltog vid olympiska sommarspelen 2016.